# Kasaina scabra
Kasaina scabra is een hooiwagen uit de familie Assamiidae.